# Partia Zielonych (Turcja)
Partia Zielonych (tur. Yeşiller Partisi) – turecka partia polityczna założona w czerwcu 2008. Jest członkiem-obserwatorem Europejskiej Partii Zielonych. Kieruje nią dwoje rzeczników, którymi obecnie są: Bilge Contepe i Ümit Şahin.
Program partii odwołuje się do kluczowych idei zielonej polityki. Tureccy zieloni domagają się demokratyzacji kraju i popierają integrację z Unią Europejską. Opowiadają się za pokojowym rozwiązaniem konfliktu na Cyprze i kwestii kurdyjskiej.
Partia o identycznej nazwie istniała w Turcji w latach 1988-1994 (została zdelegalizowana przez sąd konstytucyjny).